# Großer Weitschartenkopf
Der Große Weitschartenkopf ist mit einer Höhe von 1979 m ü. A. der höchste Berg im nordwestlichen Teil der Reiter Alm. Er liegt im Bundesland Salzburg in Österreich in unmittelbarer Nähe zur bayrischen Grenze. Gut 500 Meter nordöstlich seines Gipfels befindet sich auf deutscher Seite der 1930 m ü. NHN hohe Kleine Weitschartenkopf.
Der Große Weitschartenkopf wird von der Neuen Traunsteiner Hütte aus begangen. Der markierte Weg führt unschwierig in 1,5 Stunden zuerst über die Hochfläche nach Westen, ehe er nach Erreichen der Nordwestababbrüche der Reiter Alm Richtung Nordost zum Gipfel leitet. Zum Kleinen Weitschartenkopf führen keine markierten Wege.
Der Blick vom Großen Weitschartenkopf ermöglicht eine sehr gute Übersicht die die Hochfläche der Reiter Alm. Im Osten und Südosten sind unter anderem Hoher Göll, Watzmann und Hochkalter zu erkennen, im Südwesten die Loferer Steinberge, links davon der Großvenediger. Nach Westen reicht der Blick zum Wilden Kaiser und über die Chiemgauer Alpen hinweg bis zu den Bayerischen Voralpen. Bei sehr guter Fernsicht ergibt sich der weiteste Blick nach Norden bis zu den Höhen des Bayerischen Waldes in rund 200 Kilometern Entfernung. Darüber hinaus bietet der Große Weitschartenkopf Tiefblicke ins Tal der Saalach mit dem Kernort der Gemeinde Schneizlreuth. 

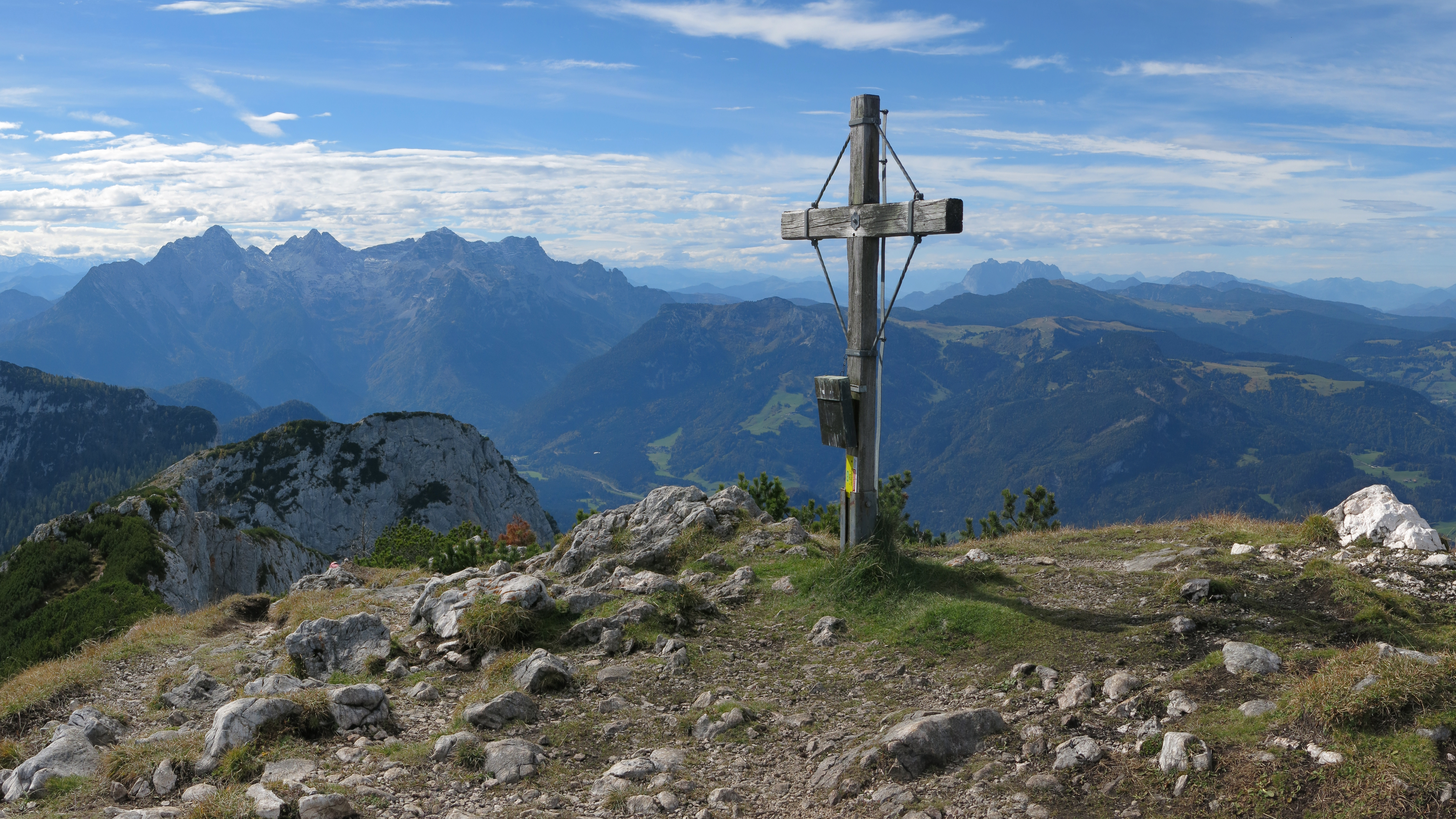
Gipfelkreuz auf dem Großen Weitschartenkopf mit Blick nach Südwesten zu den Loferer Steinbergen (links) und Kaisergebirge rechts